# پاپ‌کورن (موسیقی بی‌کلام)
پاپ‌کورن (به انگلیسی: Popcorn) نام یک قطعهٔ موسیقی بدون کلام ساختهٔ گرشان کینگزلی است. این اثر یکی از قطعه‌های آلبوم ۱۹۶۹ کینگزلی به‌نام Music to Moog By بوده‌است. «پاپ‌کورن» تا به‌امروز توسط گروه‌ها و خوانندگان بسیاری از جمله هات باتر، جی‌جی دی‌آگوستینو و قورباغه دیوانه و شادمهر عقیلی اجرای مجدد شده‌است.